# Radek Rozvoral
Radek Rozvoral (* 28. června 1967 Nymburk[zdroj?]) je český politik a jednatel společnosti, od října 2017 poslanec Poslanecké sněmovny PČR, od roku 2006 zastupitel (v letech 2014 až 2022 také místostarosta) obce Všechlapy, od roku 2015 člen předsednictva hnutí SPD.

## Život
Vystudoval obor mechanik strojů a zařízení v ČKD Praha (maturoval v roce 1985). Po absolvování dvouleté základní vojenské služby pracoval jako údržbář v ČKD Praha, závod Slévárny. V roce 1991 nastoupil do služebního poměru k Policii ČR, jejíž řady opustil na vlastní žádost v roce 1995.
V roce 1996 spoluzaložil obchodní společnosti PLAST se sídlem v České Lípě, která se zabývá dodávkami stavebních materiálů na rozvod inženýrských sítí (rozvody tlakové vody, kanalizace a plynu). Od založení společnosti v ní působí jako jednatel a ekonomický ředitel.
Radek Rozvoral žije v obci Všechlapy na Nymbursku. Je rozvedený, má syna. Mezi jeho záliby patří sport a poslech rockové muziky. Od roku 2004 také působí ve funkci předsedy Tělovýchovné jednoty Sokol Všechlapy.

## Politické působení
Od roku 2015 je členem hnutí SPD, zastává posty předsedy Regionálního klubu SPD Středočeského kraje a člena předsednictva hnutí. V červenci 2018 obhájil na sjezdu hnutí SPD v Praze post člena předsednictva hnutí, získal 137 hlasů.
V komunálních volbách v roce 2006 byl zvolen jakožto nezávislý kandidát zastupitelem obce Všechlapy. Mandát zastupitele obce obhájil ve volbách v letech 2010 a 2014 jako nezávislý kandidát. V listopadu 2014 se stal navíc místostarostou obce. Ve volbách v roce 2018 mandát zastupitele obce obhájil jako člen hnutí SPD. Zůstal též místostarostou obce. V komunálních volbách v roce 2022 se mu podařilo obhájit mandát zastupitele obce, místostarostou však již zvolen nebyl.
V krajských volbách v roce 2016 vedl z pozice člena hnutí SPD kandidátku subjektu "Koalice Svoboda a přímá demokracie - Tomio Okamura (SPD) a Strana Práv Občanů" do Zastupitelstva Středočeského kraje, ale neuspěl.
Ve volbách do Poslanecké sněmovny PČR v roce 2013 kandidoval jako nestraník za hnutí Úsvit ve Středočeském kraji, ale neuspěl. Podařilo se mu to až ve volbách v roce 2017, když byl zvolen za hnutí SPD poslancem ve Středočeském kraji, a to ze druhého místa kandidátky.
V krajských volbách v roce 2020 byl lídrem kandidátky hnutí SPD ve Středočeském kraji, ale neuspěl. Hnutí se do krajského zastupitelstva vůbec nedostalo. Ve volbách do Poslanecké sněmovny PČR v roce 2021 byl lídrem hnutí SPD ve Středočeském kraji. Získal 1 640 preferenčních hlasů, a stal se tak poslancem. Post člena předsednictva hnutí pak obhájil na celostátních konferencích hnutí v prosinci 2021 i v dubnu 2024.
Ve sněmovních volbách v roce 2025 kandiduje na 2. místě kandidátní listiny hnutí SPD ve Středočeském kraji.